# Válaszd az életet
A Válaszd az életet (oroszul: Волны гасят ветер) Arkagyij és Borisz Sztrugackij szovjet-orosz író 1985-ben megjelent sci-fi regénye. A Delelő Univerzum 10. kötete, a  Kammerer-trilógia harmadik, befejező része.

## Történet
|  | Alább a cselekmény részletei következnek! |

A könyvnek nincs klasszikus narratív szála, dokumentumokból, interjúkból, riportokból épül fel, a nyolcvankilenc éves Makszim Kammerer naplója az egyik ilyen. A távoli jövőben az emberiség gyarmatosította a Naprendszert, és messzi bolygókra is eljutott, ahol intelligens, idegen fajokkal került kapcsolatba. A kialakult nyugalmat és békét azonban – múltban és jelenben egyaránt – veszélyezteti az a nem bizonyított feltételezés, hogy titokzatos „Vándorok” bírnak befolyással az emberek ügyeire.
Tojvo Glumov és Makszim Kammerer a KONBIZ (Kontroll Bizottság) munkatársa. Az események sorozata elhiteti velük, hogy a Vándorok új akciójának tanúi. Felderítik, hogy olyan lények élnek a Földön, akik embernek születnek, de rejtett szellemi képességekkel rendelkeznek, amelyek messze túlmutatnak a normálisnál. Külön fajnak tartják magukat, és azt állítják, hogy más érdekeik vannak, sőt, néha azt gondolják, hogy a hagyományos emberi erkölcs felett állnak.
A szerzők sok más korábbi munkája is megemlíti a Vándorokat, de csak ebben a történetben tárul fel világosan a kilétük, eredetük és céljaik.
|  | Itt a vége a cselekmény részletezésének! |

## Főszereplők
- Makszim Kammerer
- Tojvo Glumov

## Megjelenések

### Magyarul
- Válaszd az életet (Móra Könyvkiadó, Budapest, 1989, fordította: Földeák Iván; Galaktika Fantasztikus Könyvek)
- Válaszd az életet! (Metropolis Media, Budapest, 2011, fordította: Földeák Iván; Galaktika Fantasztikus Könyvek)
- Válaszd az életet! (Metropolis Media, Budapest, 2015, fordította: Földeák Iván; E-könyv)